# Joe Sugg
Joseph Graham Sugg (Lacock, 8 settembre 1991) è uno youtuber, blogger, autore televisivo, personaggio televisivo, attore e doppiatore britannico conosciuto per i suoi canali YouTube, ThatcherJoe, ThatcherJoeVlogs e ThatcherJoeGames, e per essere stato secondo classificato nella sedicesima serie di Strictly Come Dancing..

## Carriera

### YouTube
Sugg ha creato il suo canale "ThatcherJoe" nel novembre 2011 ed è stato in grado di raggiungere il milione di abbonati due anni dopo. A partire dal 26 ottobre 2017, ha oltre 8 milioni di abbonati ed oltre 1 miliardo di visualizzazioni video. I suoi video consistono in sfide, scherzi e impressioni. Ha creato un "YouTuber Innuendo Bingo", simile al segmento della BBC Radio 1, ed in seguito è stato invitato ad apparire proprio sul segmento di Radio 1.

### Musica
Sugg è stato un membro della YouTube Boyband che ha raccolto fondi per Comic Relief ed è apparso in The Guardian. Ha anche partecipato al singolo del 2014 "Do They Know It's Christmas?" come parte del supergruppo di beneficenza Band Aid 30, raccogliendo fondi per l'epidemia di virus Ebola nell'Africa occidentale.

### Film e televisione
Sugg ha fatto da doppiatore non accreditato per un gabbiano insieme al coinquilino Caspar Lee, al comico Alan Carr e alla cantante Stacey Solomon nella versione britannica del film del 2015 SpongeBob - Fuori dall'acqua. Anche nel 2015 Sugg è apparso accanto a Caspar Lee nel film direct-to-video Joe and Caspar Hit the Road, che è stato mostrato sul canale televisivo britannico E4 nell'aprile 2016. Un secondo DVD, Joe & Caspar Hit the Road USA, è stato pubblicato nel 2016.
Accanto agli altri YouTubers Alfie Deyes e Marcus Butler, Sugg ha recitato in un episodio dello show televisivo britannico Release the Hounds. L'episodio è stato trasmesso il 2 marzo 2017.
Poco dopo la finale del 2018 di Strictly Come Dancing, la BBC ha annunciato Sugg come co-presentatore diNew Year Live al fianco di Stacey Dooley, vincitrice Strictly di quell'anno.
Nel 2018 è stato annunciato che Sugg sarebbe stato doppiatore nella versione inglese del film Wonder Park nel ruolo di Gus.

### Graphic novels
Sugg è l'autore della graphic novel Username: Evie, pubblicato nel 2015 da Hodder & Stoughton. La sceneggiatura è di Matt Whyman, con l'artista Amrit Birdi, il colorista Joaquin Pereyra e l'interprete Mindy Lopkin. La storia racconta di una studentessa adolescente vittima di bullismo, Evie, che sogna un posto dove possa essere se stessa. Il suo padre malato terminale crea per lei una realtà virtuale ma muore prima che sia completato. Dopo averle lasciato una app che consente l'ingresso, Evie viene trasportata in un mondo in cui tutto è influenzato dalla sua personalità. Una seconda graphic novel, Username: Regenerated, è stata pubblicata nel 2016 come sequel di Username: Evie. Nel 2017, Sugg ha annunciato una terza ed ultima graphic novel nella serie "Username" intitolata Username: Uprising. È stato rilasciato il 21 settembre 2017.

### Sugg Life
Alla fine del 2016, Sugg e sua sorella, Zoe Sugg, hanno rilasciato una gamma di prodotti di marca chiamata 'Sugg Life', creata in collaborazione con The Creator Store, una società di proprietà di Alfie Deyes e Dominic Smales. Il termine 'Sugg Life' è un gioco su 'Thug life', un'espressione resa popolare da Tupac Shakur e, più recentemente, un meme di Internet. Il negozio online offriva una gamma di prodotti come felpe con cappuccio, adesivi e phone cases. Nell'agosto 2017, The Creator Store ha aperto un negozio pop-up a Covent Garden che, per dieci giorni, ha venduto prodotti 'Sugg Life X PB' in edizione limitata; una collaborazione tra i marchi 'Pointless Blog' di Sugg Life e Deyes'.  A partire dal maggio 2018, il negozio online di Sugg Life non è più attivo.

### Strictly Come Dancing
Dall'8 settembre 2018, Sugg ha partecipato alla sedicesima serie di Strictly Come Dancing, in collaborazione con la ballerina australiana Dianne Buswell. Nella finale del 15 dicembre si sono piazzati come secondi classificati.
| Settimana n° | Danza/Canzone                                                                                            | Punteggio dei giudici | Punteggio dei giudici | Punteggio dei giudici | Punteggio dei giudici | Totale          | Risultato            |
| Settimana n° | Danza/Canzone                                                                                            | Revel Horwood         | Bussell               | Ballas                | Tonioli               | Totale          | Risultato            |
| 1            | Jive / "Take on Me"                                                                                      | 6                     | 7                     | 7                     | 7                     | 27              | Nessuna eliminazione |
| 2            | Charleston / "Cotton Eye Joe"                                                                            | 7                     | 8                     | 8                     | 8                     | 31              | Salvo                |
| 3            | American Smooth / "Breaking Free"                                                                        | 6                     | 7                     | 6                     | 7                     | 26              | Salvo                |
| 4            | Cha-Cha-Cha / "Just Got Paid"                                                                            | 5                     | 7                     | 7                     | 7                     | 26              | Salvo                |
| 5            | Waltz / "Rainbow Connection"                                                                             | 6                     | 7                     | 8                     | 8                     | 29              | Salvo                |
| 6            | Foxtrot / "Youngblood"                                                                                   | 8                     | 9                     | 9                     | 9                     | 35              | Salvo                |
| 7            | Paso Doble / "Pompeii"                                                                                   | 7                     | 9                     | 9                     | 9                     | 34              | Salvo                |
| 8            | Samba / "MMMBop"                                                                                         | 7                     | 8                     | 8                     | 9                     | 32              | Salvo                |
| 9            | Quickstep / "Dancing Fool"                                                                               | 8                     | 10                    | 10                    | 10                    | 38              | Salvo                |
| 10           | Street and Commercial / "Jump Around"                                                                    | 7                     | 8                     | 10                    | 10                    | 35              | Salvo                |
| 11           | Salsa / "Joseph Megamix"                                                                                 | 8                     | 9                     | 9                     | 10                    | 36              | Salvo                |
| 12           | Viennese Waltz / "This Year's Love" Argentine Tango / "Red Right Hand"                                   | 6                     | 8                     | 7 8                   | 8                     | Template:Red 30 | Safe                 |
| Finale       | Paso Doble / "Pompeii" Showdance / "I Bet You Look Good on the Dancefloor" Charleston / "Cotton Eye Joe" | 9                     | 10 9                  | 10                    | 10                    | 39 38           | Secondo classificato |

## Vita privata
Sugg è il fratello minore di Zoe Sugg, che è anch'essa una blogger e personaggio di internet e conosciuta su YouTube come Zoella.
Il nome del canale YouTube di Sugg è derivato dalla sua formazione come roof thatcher.
Fino all'inizio del 2016, Sugg viveva in un appartamento a Londra con il collega YouTuber Caspar Lee. Attualmente vive in un appartamento con il suo amico intimo Byron Langley, situato vicino al nuovo appartamento di Lee.
La fidanzata di Sugg è Dianne Buswell, sua compagna di ballo di Strictly Come Dancing.

## Filmografia

### Regista
- Thatcher Joe (2012-2018) Web serie
- Thatcher Joe Games (2014-2017) Web serie
- Thatcher Joe Vlogs (2014-2018) Web serie

### Sceneggiatore
- Thatcher Joe (2012-2018) Web serie
- Thatcher Joe Games (2014-2017) Web serie
- Thatcher Joe Vlogs (2014-2018) Web serie

### Produttore
- Thatcher Joe (2012-2018) Web serie
- Thatcher Joe Games (2014-2017) Web serie
- Thatcher Joe Vlogs (2014-2018) Web serie

### Attore
- Thatcher Joe (2012-2018) Web serie
- Thatcher Joe Games (2014-2017) Web serie
- Thatcher Joe Vlogs (2014-2018) Web serie

## Premi e nomination
| Anno | Premio                     | Categoria                  | Risultato       |
| ---- | -------------------------- | -------------------------- | --------------- |
| 2015 | Radio 1 Teen Choice Awards | Miglior vlogger britannico | Vincitore/trice |